# Marcellino e Pietro
I santi Marcellino e Pietro (morti a Roma nel 304), rispettivamente presbitero ed esorcista della Chiesa romana, sono venerati ab antiquo come santi dalla Chiesa cattolica e da quella ortodossa per aver subito il martirio durante le persecuzioni di Diocleziano.

## Agiografia
Secondo la passio scritta da papa Damaso I (366 - 384), i due vennero condotti in un luogo chiamato Selva Nera (poi ribattezzato Silva Candida, sulla via Cornelia) e decapitati dopo essere stati sottoposti a varie torture; i loro corpi sarebbero stati ricomposti dalla matrona Lucilla e deposti nelle catacombe Ad Duas Lauros (oggi a Torpignattara), sulla via Labicana. Alla loro agiografia è legata quella dei santi martiri Artemio, Candida e Paolina, da loro convertiti e battezzati.

## Culto
Sul luogo della loro sepoltura, papa Siricio fece erigere una basilica, detta appunto basilica dei Santi Marcellino e Pietro, poi divenuta anche sede di titolo cardinalizio.
Le loro reliquie vennero inviate in Francia da papa Gregorio IV e vennero poi traslate nell'abbazia di Seligenstadt sul Meno, presso Magonza, da Eginardo, consigliere di Carlo Magno, ed autore dell'opera De Translatione et miraculis sanctorum Marcellini et Petri (La traslazione ed i miracoli dei santi Marcellino e Pietro).
I santi Marcellino e Pietro ebbero grande popolarità nei primi secoli del cristianesimo, tanto che i loro nomi vengono citati nel Canone romano.
Memoria liturgica il 2 giugno.